# 凯拉斯赫普尔
凯拉斯赫普尔（Kailashpur），是印度北方邦Saharanpur县的一个城镇。总人口9724（2001年）。

## 人口
该地2001年总人口9724人，其中男性5216人，女性4508人；0—6岁人口1921人，其中男1041人，女880人；识字率52.76%，其中男性为58.97%，女性为45.56%。